# 光明大道
51°7′37.95″N 71°26′13.01″E / 51.1272083°N 71.4369472°E
光明大道是哈萨克斯坦首都努尔苏丹的一条大道，位于伊希姆河左岸的新商业和行政中心。该大道是努尔苏丹的主要景点之一。光明大道与城市布局均由著名建筑师黑川纪章设计。该大道连接了阿克奥尔达总统府至大汗帐篷娱乐中心的广大区域。沿着光明大道有一排由国内外知名建筑师设计的建筑物，其中包括城市最知名的建筑物——巴伊杰列克观景塔。

## 图集

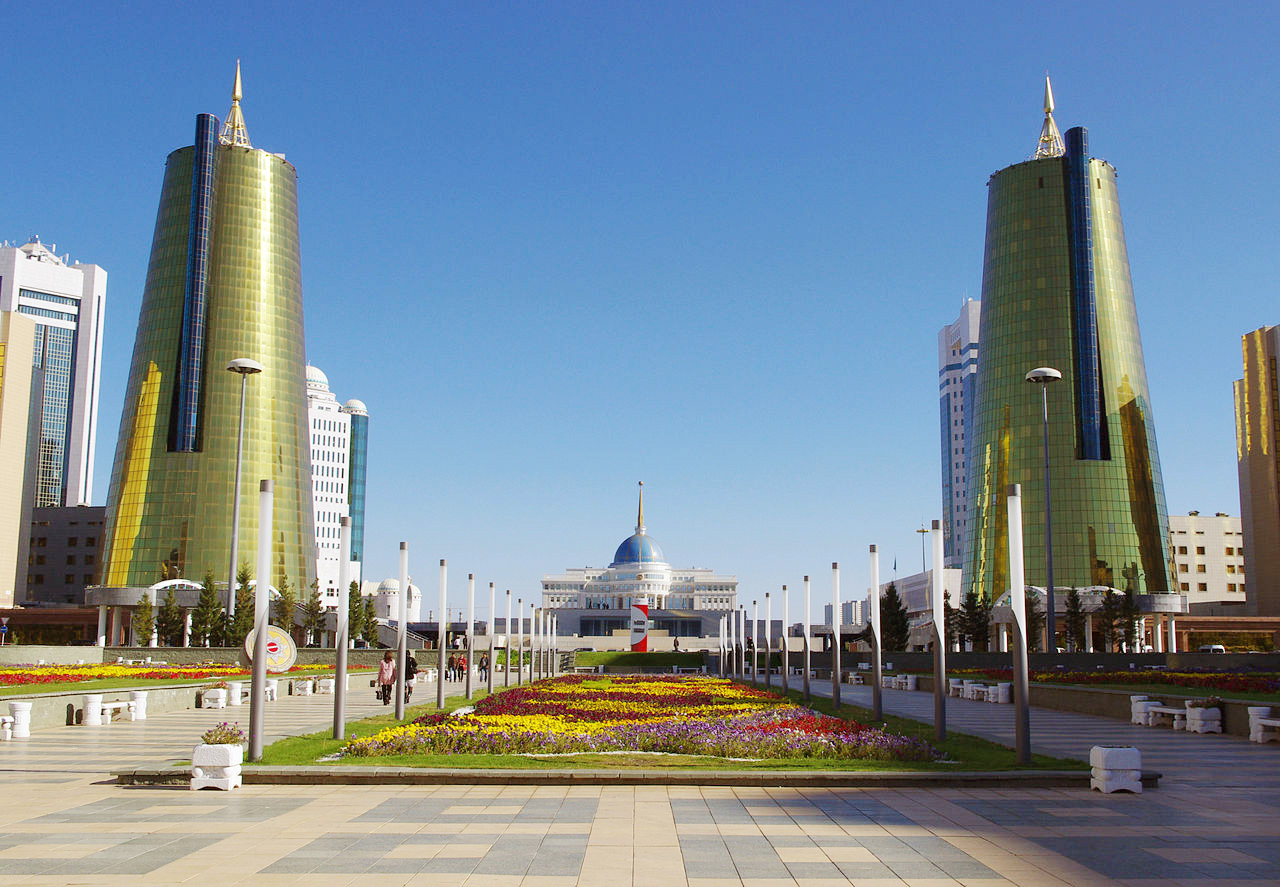
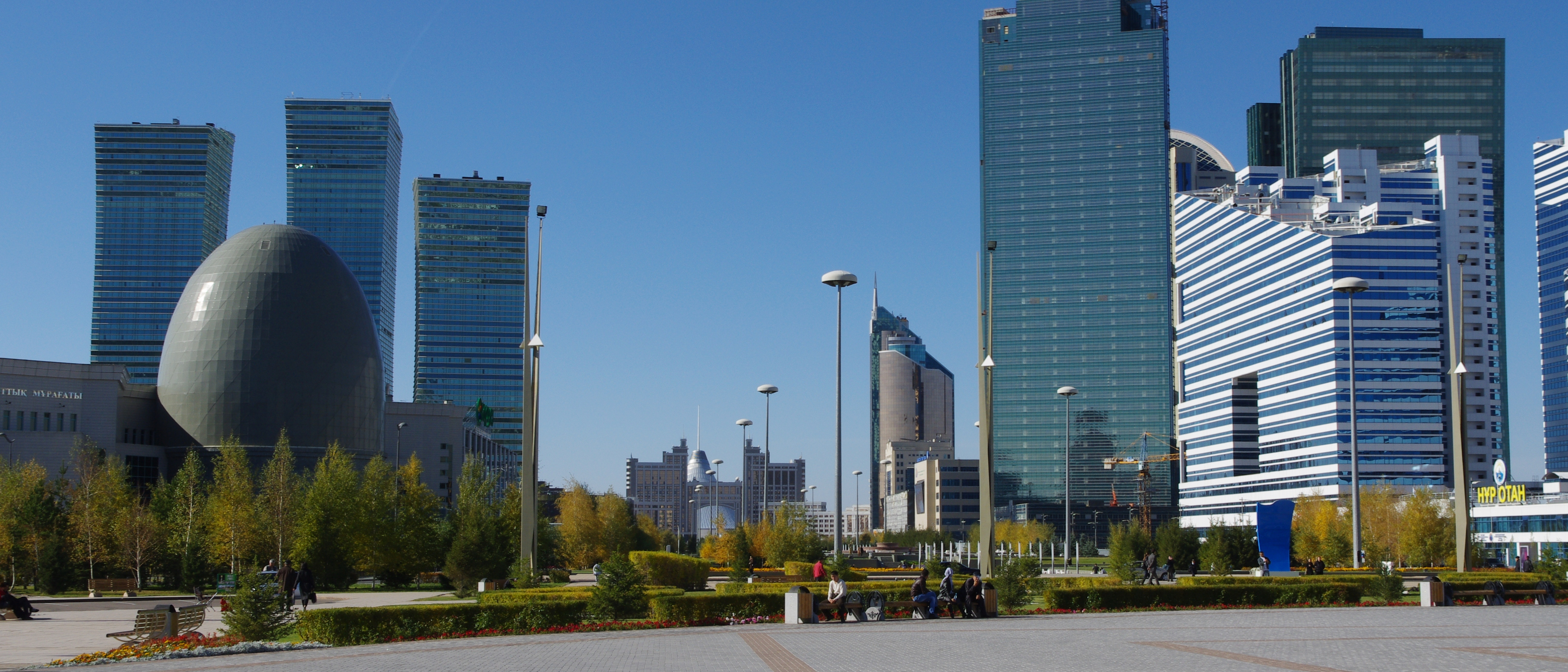